# Espatella
Espatella, también denominado como Espatialla o Spatiella, es un despoblado ubicado en la Valle de Solana y en el municipio de Fiscal.

## Ubicación
Se encuentra junto a Muro de Solana y el también despoblado Torrellola, cuya iglesias era anexa a la de la Espatella en el XIII y XIV según Durán Gudiol.Adolfo Castán lo ubicó en una cota de 978 metros al suroeste de Muro y al norte de Javierre de Ara, estando 240 por encima de su casco urbano.

## Historia
Se tienen pocas noticias del despoblado aparte de la situación de su iglesia que se encontraba anexa con las de Muro de Solana y Torrellola pero se debió de vaciar a finales del siglo XIV o inicios del siglo XV, posiblemente debido a la peste negra.

## Descripción
Las edificaciones del despoblado se encuentran adaptadas a una terraza natural ubicada entre dos barrancos que nacen en la Sierra de Muro y que tras el paso por el despoblado aportan sus aguas al río Ara.
Respecto a las construcciones, el propio Castán describe la existencia de varios elementos:

Se aprecia una comprimida planicie de cultivo viejo y unas borda de apoyo. Todo el entorno está aterrazado.
Adolfo Castán Sarasa

Sobre la borda de apoyo que menciona Castán, se trata de una construcción al norte del pueblo de dos pisos y hoy día destechada, levantada seguramente después del abandono del núcleo con piedras de casas ya derruidas.

## Iglesia de San Miguel
El otro elemento constructivo reseñable de la población son los restos de la Iglesia de San Miguel, que se encuentra en la parte más alta del despoblado, a casi 1000 metros de altitud. Se trata de un edificio de planta rectangular construido con sillarejo rejuntado con mortero de cal, aunque no queda ningún muro en pie, siendo los muros norte y este los que aun mantienen entre dos y cuatro hiladas y el muro sur el que más dañado está ya que probablemente ahí se encontraba.
En su interior se encuentra una caseta de pastores de un metro de altura construida en el siglo XX usando los restos de la iglesia derruida.
Sobre su historia se conoce poco al igual que del despoblado pero aparece mencionado en un documento del 1325 copia de otro del 1035 en el que se refiere a las donaciones y permutas de Ramiro I en donde aparece mencionado como San Miguel de Spatiella.